# Métro de Séoul
Le réseau métropolitain de Séoul (수도권 전철) regroupe le métro de Séoul (lignes 1 à 9), le métro d'Incheon (2 lignes) et un ensemble d'autres lignes complémentaires desservant la région métropolitaine de Séoul. Il s'agit donc d'un réseau régional comparable à celui d'autres grandes métropoles telles que Tokyo ou Paris. Il s'étend même au-delà de la province de Gyeonggi en desservant des gares localisées dans les provinces de Chungnam et Gangwon.
Composé aujourd'hui de 23 lignes, le réseau combine métro lourd, métro léger et trains de banlieue. Ce réseau sera progressivement complété à partir de 2023 par les trois lignes GTX (Great Train eXpress), qui relieront Séoul et sa banlieue avec des trains pouvant atteindre de 180 km/h.
Trois opérateurs exploitent le réseau : Seoul Metro, Korail (la compagnie nationale des chemins de fer coréens) et la Seoul Metro Line 9 Corporation (seul opérateur privé, les deux autres étant publics).
Transportant quotidiennement plus de 10 millions de passagers, il est l'un des réseaux les plus utilisés au monde.

## Historique

### Métro de Séoul
Après des travaux ayant débuté en 1971, la première ligne (actuelle ligne 1) fut inaugurée en 1974 par le SMSC (actuel Seoul Metro) et KNR (actuel Korail, compagnie gérant également les lignes de chemin de fer nationales) avec l'assistance technique japonaise.
Les lignes 2 à 8 furent mises en service entre 1980 et 2000 : ligne 2 en 1980, lignes 3 et 4 en 1985, ligne 5 en 1995, lignes 7 et 8 en 1996 et ligne 6 en 2000.
La SMRT (Seoul Metropolitan Rapid System) a été créée en 1994 afin d'exploiter les lignes 5 à 8. Elle a depuis été fusionnée avec Seoul Metro en 2017.
La ligne 9, mise en service en 2009, est l’unique ligne du métro de Séoul dont l’exploitation a été attribuée à un opérateur privé : la Seoul Metro Line 9 Corporation, groupement formé par Transdev et RATP Dev.
En 2014, il a été le premier métro au monde à utiliser des écrans transparents pour l'affichage de publicités sur les portes palières des quais, initialement sur les tronçons sud de la ligne 2.
La presque totalité des stations est équipée de portes palières depuis 2017.

### Autres lignes régionales
De nombreuses autres lignes complètent le réseau métropolitain à partir des années 1990, avec la mise en service de la ligne de Bundang (1994, aujourd'hui ligne Suin-Bundang), la ligne Jungang (2005), la ligne Shin Bundang (2011), la ligne Everline (2013) et la ligne Gyeongui-Jungang (2014).
La ville d'Incheon dispose de son propre réseau depuis 1999 avec deux lignes, mises en service en 1999 et 2016.
Ouverte en 2007, la ligne AREX relie les deux terminaux de l'aéroport international d'Incheon (terminus ouest) à la gare centrale de Séoul (terminus est).

## Réseau actuel

### Métro de Séoul
Les lignes numérotées 1 à 9 sont les lignes du métro de Séoul intra-muros, bien que nombre d'entre elles desservent également les villes alentour. Ainsi, seules les lignes 2, 6, 8 et 9 ont un tracé uniquement intra-muros.
Les lignes 1, 3 et 4 sont coexploitées par Seoul Metro (sur les tronçons centraux relevant d'un métro urbain classique) et KORAIL (sur les sections de chemin de fer ou "trains de banlieue"). Tous les trains circulent tout le long de ces lignes, sans interruption et sans différence de tarification.
Les trains circulent généralement entre 5h30 et 1h du matin en semaine, et entre 5h30 et minuit les weekends. Tous les trains sont omnibus, à l'exception de la ligne 1 avec des trains express roulant sur certaines sections, ainsi que la ligne 9 qui comporte une combinaison de trains omnibus et express, circulant sur 4 voies (à l'instar du métro de New York, 2 voies omnibus et 2 voies express).
| Logo     | Ligne   | Terminus                    | Terminus                                      | Stations | Longueur | Mise en service | Dernier prolongement | Opérateur                           |
| -------- | ------- | --------------------------- | --------------------------------------------- | -------- | -------- | --------------- | -------------------- | ----------------------------------- |
|          | Ligne 1 | Yeoncheon                   | Incheon / Sinchang / Gwangmyeong / Seodongtan | 98       | 218,3 km | 1974            | 2023                 | Korail, Seoul Metro                 |
|          | Ligne 2 | Hôtel de Ville (circulaire) | Hôtel de Ville (circulaire)                   | 51       | 60,2 km  | 1980            | 1996                 | Seoul Metro                         |
| Sindorim | Ligne 2 | Kkachisan                   |                                               | 51       | 60,2 km  | 1980            | 1996                 | Seoul Metro                         |
| Seongsu  | Ligne 2 | Sinseol-dong                |                                               | 51       | 60,2 km  | 1980            | 1996                 | Seoul Metro                         |
|          | Ligne 3 | Daehwa                      | Ogeum                                         | 44       | 57,4 km  | 1985            | 2010                 | Korail, Seoul Metro                 |
|          | Ligne 4 | Dangogae                    | Oido                                          | 48       | 72,1 km  | 1985            | 2000                 | Korail, Seoul Metro                 |
|          | Ligne 5 | Banghwa                     | Hanam Geomdansan / Macheon                    | 56       | 60 km    | 1995            | 2021                 | Seoul Metro                         |
|          | Ligne 6 | Eungam                      | Sinnae                                        | 39       | 36,4 km  | 2000            | 2019                 | Seoul Metro                         |
|          | Ligne 7 | Jangam                      | Seongnam                                      | 53       | 61,3 km  | 1996            | 2021                 | Seoul Metro                         |
|          | Ligne 8 | Amsa                        | Moran                                         | 18       | 17,7 km  | 1996            | 1999                 | Seoul Metro                         |
|          | Ligne 9 | Gaehwa                      | VHS Medical Center                            | 38       | 40,6 km  | 2009            | 2019                 | Seoul Metro Line 9 Corporation (en) |

### Lignes complémentaires du réseau métropolitain

#### Métro d'Incheon
| Logo | Ligne                      | Terminus     | Terminus                       | Stations | Longueur | Mise en service | Dernier prolongement | Alimentation | Conduite    | Opérateur                   |
| ---- | -------------------------- | ------------ | ------------------------------ | -------- | -------- | --------------- | -------------------- | ------------ | ----------- | --------------------------- |
|      | Ligne 1 du métro d'Incheon | Gyeyang      | Songdo Moonlight Festival Park | 30       | 30,3     | 1999            | 2000                 | Caténaire    | Conducteur  | Incheon Transit Corporation |
|      | Ligne 2 du métro d'Incheon | Geomdan Oryu | Unyeon                         | 27       | 29,1     | 2016            | -                    | 3ème rail    | Automatique | Incheon Transit Corporation |

- Le métro d'Incheon, composé de 2 lignes (I1 et I2), est géré par la ITC (Incheon Transit Corporation), qui gère également la ligne du Maglev de l'aéroport d'Incheon.

#### Liaison vers les aéroports (AREX)
| Logo | Ligne | Terminus      | Terminus                                    | Stations | Longueur | Mise en service | Dernier prolongement | Opérateur |
| ---- | ----- | ------------- | ------------------------------------------- | -------- | -------- | --------------- | -------------------- | --------- |
|      | AREX  | Gare de Séoul | Aéroport international d'Incheon Terminal 2 | 14       | 63,8     | 2007            | 2018                 | Korail    |

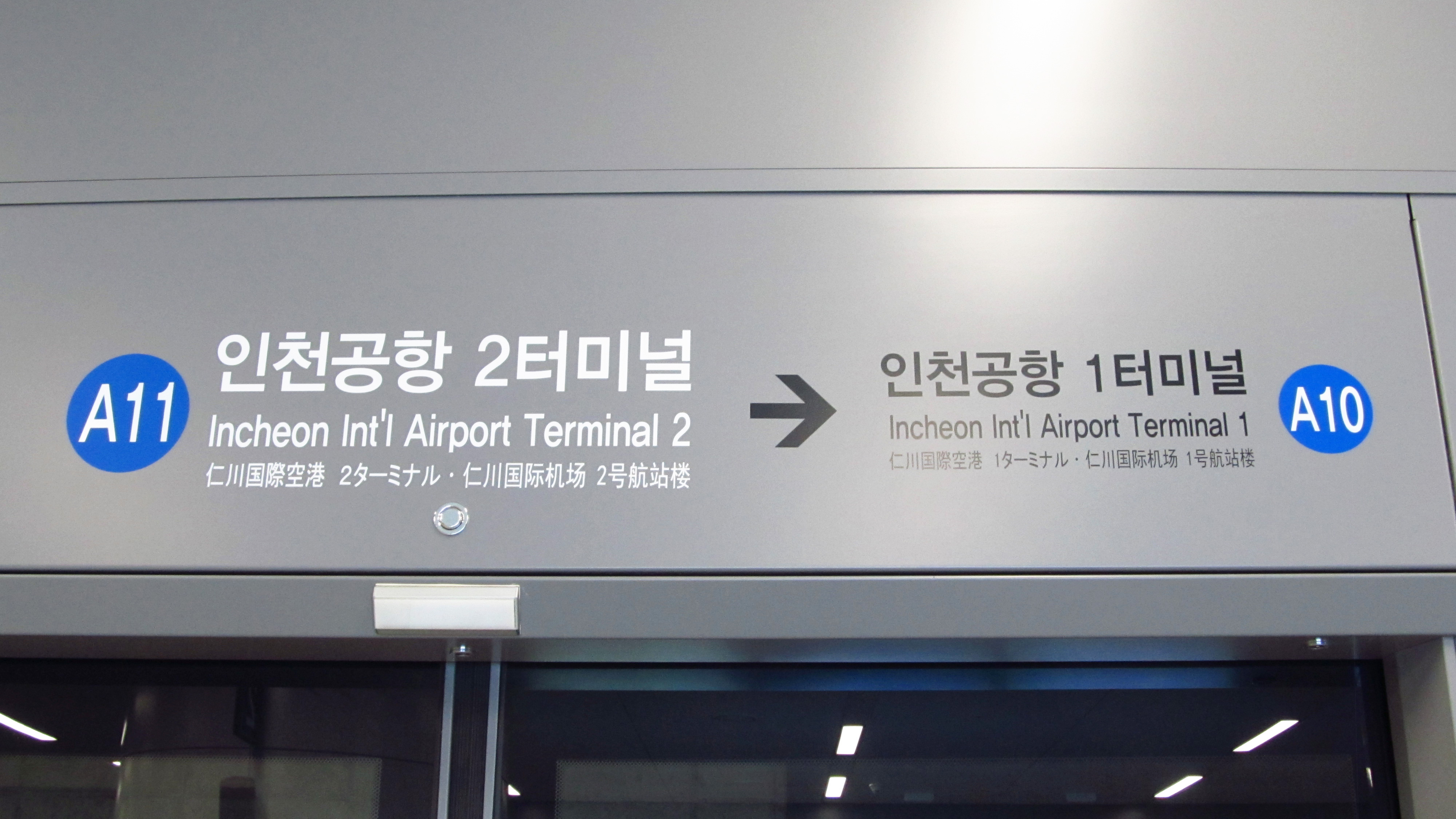
Station Terminal 2 de l'aéroport d'Incheon

La ligne AREX relie les deux terminaux de l'aéroport international d'Incheon (terminus ouest) à la gare centrale de Séoul (terminus est), sur une distance d'environ 60 km. Les trains omnibus desservent 14 stations, dont l'aéroport international de Gimpo, ainsi que la Digital Media City et l'Université Hongik. Pour un tarif plus élevé, des trains express relient sans arrêt intermédiaire les deux terminaux de l'aéroport international d'Incheon à la gare centrale de Séoul.
Desservant le terminal 1 de l'aéroport d'Incheon, la ligne du Maglev de l'aéroport d'Incheon (AM) dessert l'île de Yeongjong et un complexe de loisirs adjacent à l'aéroport. Son exploitation est cependant interrompue entre juillet 2022 et juillet 2023 en raison de travaux de maintenance.

#### Autres lignes régionales
| Logo | Ligne                 | Terminus      | Terminus                        | Stations | Longueur | Mise en service                                      | Dernier prolongement | Alimentation    | Conduite    | Roulement | Opérateur                       |
| ---- | --------------------- | ------------- | ------------------------------- | -------- | -------- | ---------------------------------------------------- | -------------------- | --------------- | ----------- | --------- | ------------------------------- |
|      | Yongin Everline       | Giheung       | Joendae Everland                | 15       | 18,1 km  | 2013                                                 | -                    | Moteur linéaire | Automatique | Fer       | Neo Trans                       |
|      | Gyeongchun            | Cheongnyangni | Chuncheon                       | 21       | 81,3 km  | 2010                                                 | -                    | Caténaire       | Conducteur  | Fer       | Korail                          |
|      | Gyeonggang            | Pangyo        | Yeoju                           | 18       | 53,8 km  | 2016                                                 | 2017                 | Caténaire       | Conducteur  | Fer       | Korail                          |
|      | Gimpo Gold            | Yangchon      | Aéroport international de Gimpo | 10       | 23,7 km  | 2019                                                 | -                    | 3ème rail       | Automatique | Fer       | Seoul Metro                     |
|      | Gyeongui-Jungang      | Munsan        | Jipyeong                        | 53       | 134 km   | 2014                                                 | -                    | Caténaire       | Conducteur  | Fer       | Korail                          |
|      | Suin–Bundang          | Cheongnyangni | Incheon                         | 63       | 104,5 km | 1994 (ligne Bundang) 2012 (ligne Suin) 2020 (fusion) | 2020                 | Caténaire       | Conducteur  | Fer       | Korail                          |
|      | Shinbundang           | Sinsa         | Gwanggyo                        | 16       | 33,4 km  | 2011                                                 | 2022                 | Caténaire       | Automatique | Fer       | Neo Trans                       |
|      | Seohae                | Daegok        | Wonsi                           | 17       | 40.3 km  | 2018                                                 | 2023                 | Caténaire       | Conducteur  | Fer       | Korail                          |
|      | Sillim                | Saetgang      | Gwanaksan                       | 11       | 7,8 km   | 2022                                                 | -                    | 3ème rail       | Automatique | Pneu      | South Seoul LRT Co.             |
|      | U - Métro d'Uijeongbu | Balgok        | Tapseok                         | 16       | 11,2 km  | 2012                                                 | -                    | 3ème rail       | Automatique | Pneu      | Uijeongbu Light Rail Transit Co |
|      | Ui LRT                | Bukhansan Ui  | Sinseol-dong                    | 13       | 11,4 km  | 2017                                                 | -                    | 3ème rail       | Automatique | Fer       | UiTrans LRT Co.                 |

## Tarification
L'ensemble des réseaux de métro de la région métropolitaine de Séoul sont régis par un système tarifaire unifié. Le coût du trajet varie en fonction de la distance. Le tarif de base (prépayé, trajet de moins de 10 km) est de 1 250 wons en 2023. Une tarification réduite existe pour les 6-12 ans (450 wons) et les 13-18 ans (720 wons).

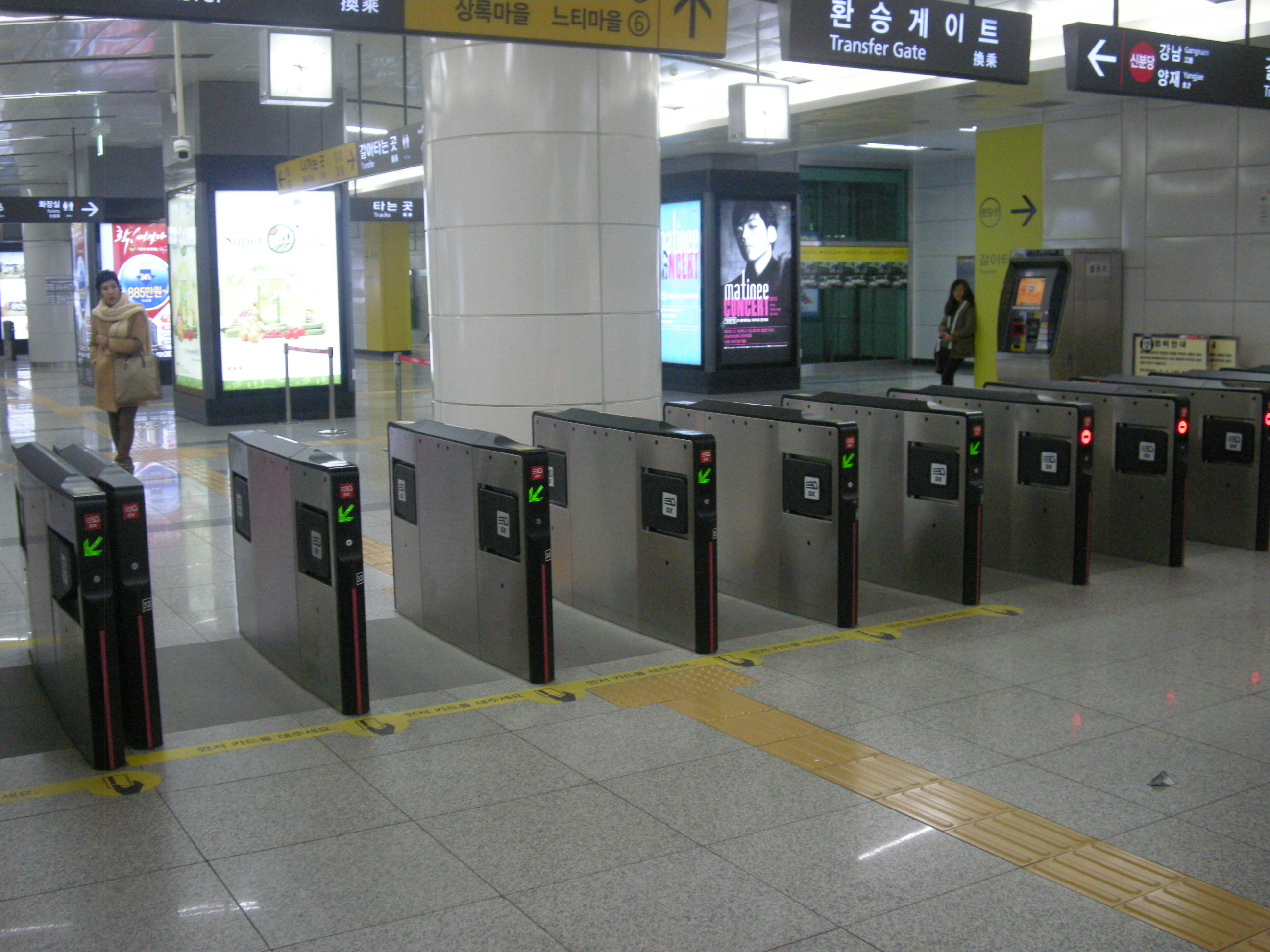
Portillons d'accès à la station Jeongja

L'accès est gratuit pour les plus de 65 ans (citoyens coréens et résidents permanents munis d'un visa F-5) et les personnes à mobilité réduite.
Les lignes Shin Bundang et AREX disposent d'une tarification différente.
Les usagers doivent utiliser des cartes à puce, les voyageurs occasionnels pouvant acheter des cartes à usage unique.
En s'équipant d'une carte, il suffit de faire passer son portefeuille ou son téléphone mobile dessus en entrant et en sortant pour être débité. La carte T-Money permet les correspondances avec la plupart des bus (sans surcoût), et est utilisable dans les taxis de la ville de Séoul.

## Matériel roulant

### Matériel roulant de Seoul Metro
| Série | Série           | Livraison   | Suppression | Constructeur                                                    | Nombre de rame fabriquées | Nombre de voitures par rame | Ligne desservie | Photo |
| ----- | --------------- | ----------- | ----------- | --------------------------------------------------------------- | ------------------------- | --------------------------- | --------------- | ----- |
| 1000  | 1000            | 1974 - 1978 | 1998 - 2002 | Hitachi, Daewoo Heavy Industries, Hyundai Rotem                 | 16                        | 10                          |                 |       |
| 2000  | 1ère génération | 1983 - 1994 | 2005 - 2023 | Nippon Sharyo, Hyundai Rotem, Daewoo, Hanjin Heavy Industries   | 71                        | 4 à 10                      |                 |       |
| 2000  | 2ème génération | 2005 - 2022 | En service  | Hyundai Rotem, Dawonsys                                         | 75                        | 4 à 10                      |                 |       |
| 3000  | 1ère génération | 1984 - 1993 | 2009 - 2022 | Daewoo Heavy Industries, Hyundai Rotem, Hanjin Heavy Industries | 48                        | 10                          |                 |       |
| 3000  | 2ème génération | 2009 - 2022 | En service  | Hyundai Rotem                                                   | 49                        | 10                          |                 |       |
| 4000  | 1ère génération | 1993 - 1994 | 2020 - 2026 | Daewoo Heavy Industries, Hyundai Rotem                          | 65                        | 10                          |                 |       |
| 4000  | 2ème génération | 2020 - 2025 | En service  | Daewoo Heavy Industries, Hyundai Rotem                          | 65                        | 10                          |                 |       |
| 5000  | 1ère génération | 1994 - 1996 | En service  | Hyundai Rotem, Woojin, Dawonsys                                 | 89                        | 8                           |                 |       |
| 5000  | 2ème génération | 2021 - 2025 | En service  | Hyundai Rotem, Woojin, Dawonsys                                 | 89                        | 8                           |                 |       |
| 6000  | 6000            | 1999 - 2000 | En service  | Hyundai Rotem                                                   | 41                        | 8                           |                 |       |
| 7000  | 1ère génération | 1995 - 2000 | En service  | Daewoo Heavy Industries, HJSC, Woojin, Dawonsys                 | 68                        | 8                           |                 |       |
| 7000  | 2ème génération | 2020 - 2022 | En service  | Daewoo Heavy Industries, HJSC, Woojin, Dawonsys                 | 68                        | 8                           |                 |       |
| 8000  | 1ère génération | 1995 - 1999 | En service  | Daewoo Heavy Industries, HJSC, Woojin, Dawonsys                 | 22                        | 6                           |                 |       |
| 8000  | 2ème génération | 2023 - 2024 | En service  | Daewoo Heavy Industries, HJSC, Woojin, Dawonsys                 | 22                        | 6                           |                 |       |

### Matériel roulant de Korail
| Série  | Série           | Livraison   | Suppression | Constructeur | Nombre de rame fabriquées | Nombre de voitures par rame | Ligne desservie | Photo |
| ------ | --------------- | ----------- | ----------- | --- | ------------------------- | --------------------------- | --------------- | ----- |
| 1000   | 1ère génération | 1974 - 1986 | 1998 - 2004 | Kawasaki Heavy Industries, Tokyu Car Corporation, Kinki Sharyo,Daewoo Heavy Industries, Hyundai Rotem, Hanjin Heavy Industries | 85                        | 10                          |                 |       |
| 1000   | 2ème génération | 1986 - 1992 | 2006 - 2019 | Kawasaki Heavy Industries, Tokyu Car Corporation, Kinki Sharyo,Daewoo Heavy Industries, Hyundai Rotem, Hanjin Heavy Industries | 85                        | 10                          |                 |       |
| 1000   | 3ème génération | 1993 - 1997 | 2015 - 2020 | Kawasaki Heavy Industries, Tokyu Car Corporation, Kinki Sharyo,Daewoo Heavy Industries, Hyundai Rotem, Hanjin Heavy Industries | 85                        | 10                          |                 |       |
| 311000 | 1ère génération | 1996 - 1998 | 2016 - 2028 | Daewoo Heavy Industries, Hyundai Rotem                                                                                         | 107                       | 10                          |                 |       |
| 311000 | 2ème génération | 2002 - 2004 | En service  | Daewoo Heavy Industries, Hyundai Rotem                                                                                         | 107                       | 10                          |                 |       |
| 311000 | 3ème génération | 2005 - 2016 | En service  | Daewoo Heavy Industries, Hyundai Rotem                                                                                         | 107                       | 10                          |                 |       |
| 311000 | 4ème génération | 2019 - 2022 | En service  | Daewoo Heavy Industries, Hyundai Rotem                                                                                         | 107                       | 10                          |                 |       |
| 311000 | 5ème génération | 2022 - 2024 | En service  | Daewoo Heavy Industries, Hyundai Rotem                                                                                         | 107                       | 10                          |                 |       |
| 319000 | 319000          | 2006 - 2019 | En service  | Hyundai Rotem | 10                        | 4 à 6                       |                 |       |
| 341000 | 1ère génération | 1993 - 1996 | 2018 - 2023 | Daewoo Heavy Industries, Hyundai Rotem                                                                                         | 60                        | 10                          |                 |       |
| 341000 | 2ème génération | 1999        | 2024        | Daewoo Heavy Industries, Hyundai Rotem                                                                                         | 60                        | 10                          |                 |       |
| 341000 | 3ème génération | 2019 - 2024 | En service  | Daewoo Heavy Industries, Hyundai Rotem                                                                                         | 60                        | 10                          |                 |       |

### Matériel roulant de Seoul Metro Line 9 Corporation
| Série            | Série            | Livraison   | Suppression | Constructeur          | Nombre de rame fabriquées | Nombre de voitures par rame | Ligne desservie | Photo |
| ---------------- | ---------------- | ----------- | ----------- | --------------------- | ------------------------- | --------------------------- | --------------- | ----- |
| Seoul Metro 9000 | Seoul Metro 9000 | 2008 - 2023 | En service  | Hyundai RotemDawonsys | 53                        | 6                           |                 |       |

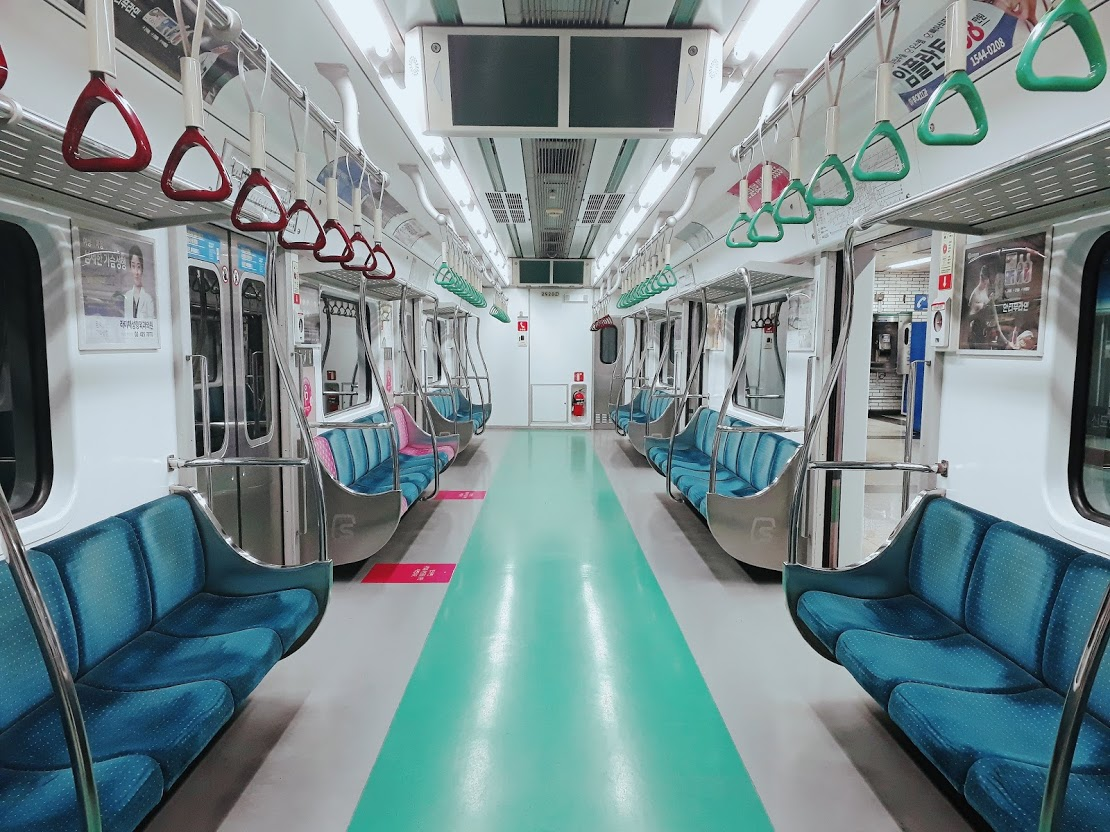
Intérieur d'une rame de la ligne 2 de Séoul

Les voitures ont quatre portes de chaque côté entre lesquelles se trouvent des sièges pouvant accueillir 7 personnes, sauf aux extrémités qui comportent 2 rangées de 3 places réservées aux personnes âgées, aux personnes à mobilité réduite, femmes enceintes…
Par ailleurs, les rames sont équipées de la climatisation et disposent de l'intercirculation. Certaines places placées aux extrémités des rames bénéficient d'une climatisation atténuée. Les rames sont équipées du Wi-Fi. L'alimentation se fait par caténaire, et non pas par un troisième rail, comme dans la plupart des réseaux métropolitains. Le système d'information annonce le nom des stations à venir, en coréen et en anglais, et partiellement en chinois et japonais. L'ouverture et la fermeture des portes sont automatiques.

## Projets

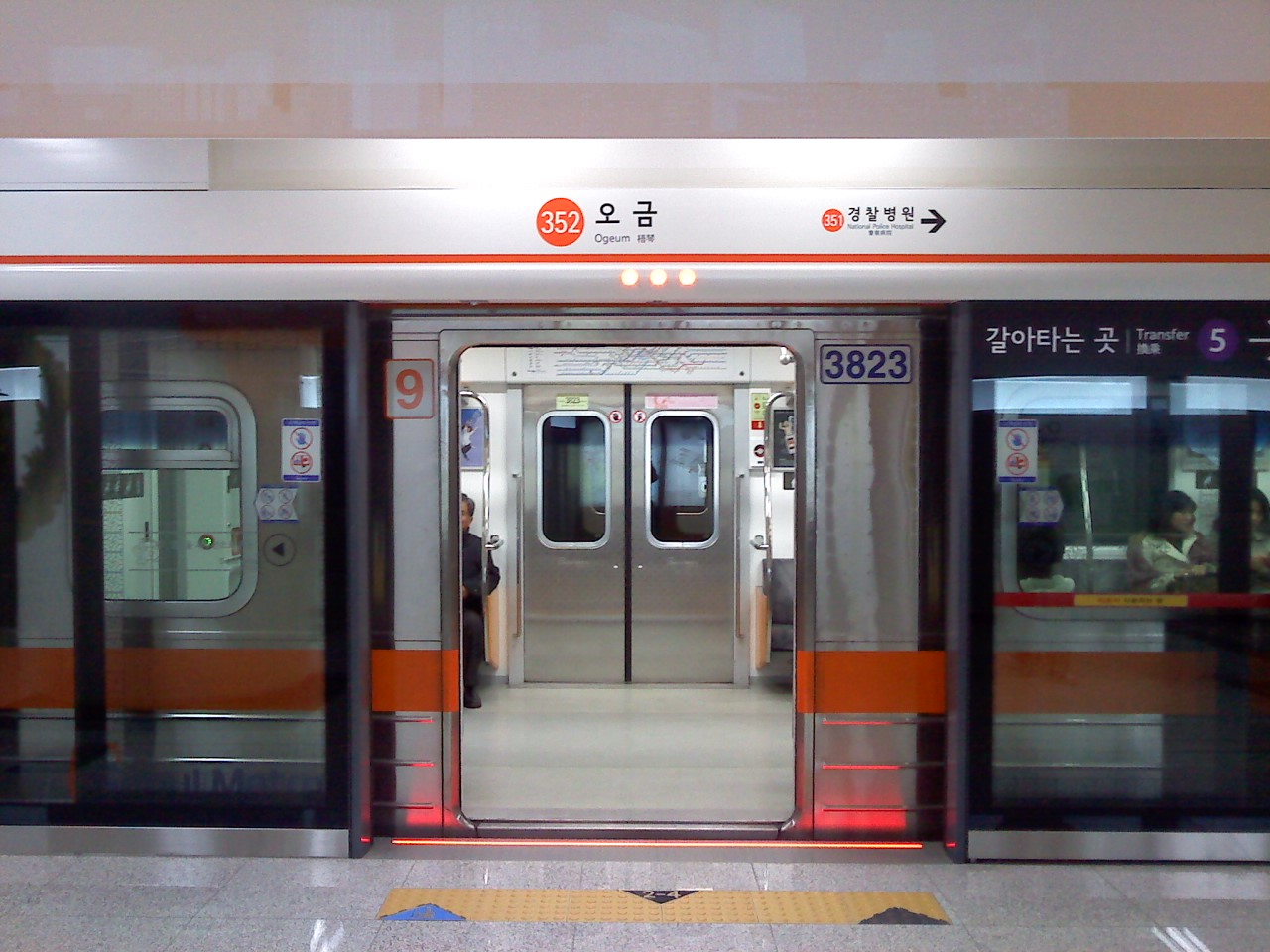
Portes palières à la station Ogeum

### Great Train eXpress (GTX)
Un réseau entièrement nouveau est en construction afin de diminuer le temps de trajet entre Séoul et sa grande banlieue. Trois lignes (A, B et C) seront ouvertes à partir de 2023. Ce seront des lignes souterraines faisant rouler des trains à grande vitesse avec une vitesse maximale de 180 km/h.
- Ligne GTX A : avec 10 arrêts prévus au total sur 83 km, cette ligne desservira la banlieue nord-ouest de Séoul (4 stations), Séoul intra-muros (gare centrale de Séoul, Samseong et Suseo) et la banlieue sud (Seongnam, Yongin et Dontan). Un premier tronçon de 40 km devrait ouvrir courant 2023 entre Suseo et Dongtan (terminus sud). L'ouverture de la station Samseong est prévue pour 2028.
- Ligne GTX B : avec 13 stations sur 49 km, elle desservira notamment le quartier de Songdo (terminus ouest), le centre d'Incheon, plusieurs stations à Séoul intra muros puis la banlieue nord-est. Sa construction devrait débuter en 2023.
- Ligne GTX C : avec 10 stations sur un tracé nord-sud de 74 km, la ligne desservira notamment Suwon et Uijeongbu en passant par Séoul intra muros.

### Ligne 3 du métro d'Incheon
Prévue aux horizons 2025, elle aura un tracé circulaire avec deux correspondances avec la ligne 1 du métro d'Incheon.

### Extensions de lignes existantes
La ligne 7 fera l'objet de deux prolongements :
- à partir du terminus nord-est, un premier prolongement comportant deux nouvelles stations vers le nord a débuté en 2019 et devrait ouvrir en 2025 ;
- à partir du terminus ouest, une autre extension comportant six nouvelles stations ouvrira au plus tôt en 2027. Elle offrira notamment une correspondance à la ligne AREX.

La ligne Shin Bundang sera prolongée à l'horizon 2027 au nord jusqu'à Yongsan.